# Deggendorfer SC
Le Deggendorfer SC est un club professionnel allemand de hockey sur glace basé à Deggendorf. Il évolue en Oberliga depuis sa création, sauf la saison 2018-2019 où il évolue en DEL2 .

## Historique
Le club est créé en 1973.

## Anciens joueurs

### Palmarès
- Aucun titre.